# Carl Runge
Carl David Tolmé Runge (30. srpna 1856 Brémy, Německo – 3. ledna 1927 Göttingen, Německo) byl německý matematik a fyzik. Je znám především díky práci v oboru numerické matematiky, kde je objevitelem tzv. Rungeho jevu a spoluobjevitelem Rungeových–Kutteových metod numerického řešení obyčejných diferenciálních rovnic. Zabýval se také spektroskopií, geodézií a astrofyzikou. Je po něm pojmenován lunární kráter Runge.